# 오쇼촌 (효고현)
오쇼촌(大庄村)은 효고현 무코군에 있던 촌이다. 현재의 아마가사키시에 해당한다.

## 역사
- 1889년 4월 1일 - 정촌제 시행에 의해 주변의 촌들을 합병해 무코군 오쇼촌이 성립하였다. 당시의 인구는 3,370명이였다.
- 1910년 - 일본 리바 브라더스 비누 공장이 건설되었다.
- 1927년- 한신국도가 개통되었고, 한신국도 전철이 이 국도 위에 개통된었다. 한신국도전철은 이듬해 모회사인 한신전철에 합병되어 국도선이 된다.
- 1930년 - 아마가사키 항만건설회사가 마을 남쪽 끝에 대규모 임해 공업지 매립 사업을 시작했다.
- 1932년 - 아마가타로 자동차 전용도로(현 효고현도 42호 아마가사키 타카라즈카선) 개통
- 1933년 - 간사이 공동화력발전회사가 건설 중이던 화력발전소 1호기가 가동을 시작했다. 총 발전 계획량은 30만kw로, 당시 한신 3대 도시의 전력 수요를 충당하고 인근 현에도 송전이 가능한 규모였다
- 1934년 - 무로토 태풍의 직격탄을 맞아 큰 피해를 입는다. 특히 마루시마, 마타베에 신타, 오하마 신타는 마을 전체가 침수되는 큰 피해를 입었다[3]. 사망자 99명, 부상자 164명, 유실 가옥 171채, 전소 가옥 11채, 반파 가옥 49채, 상부 침수 571채, 하부 침수 1,136채(당시 총 3475채)에 달했다.
- 1937년 -  1932년에 마을회관 부지를 매입하고 1933년에 설계가 진행 중이었으나, 무로토 태풍의 피해로 중단되었다. 건축가 무라노 토고(村野藤吾, 1891년~1984년)에게 설계를 의뢰. 철근 콘크리트 구조, 지상 3층, 지하 1층의 당시로서는 최첨단 청사였다. 그 배경에는 쇼와 10년대 오조무라가 재해복구사업 추진과 동시에 해안부의 산업화에 따라 급속한 도시화를 이루며 몇 년 만에 인구가 2배로 증가해 매년 큰 폭의 세입 초과를 기록해 '일본 제일의 큰 마을'로 불리고 있던 상황이 있었다. 그럼에도 불구하고 마을회관 건립비는 당시 마을 연간 지출액의 절반에 해당하는 16만 엔이었다.
- 1939년 - 10월 - 오쇼촌 및 무코촌이 니시노미야 경찰서 관할에서 아마가사키 경찰서 관할로 이동하게 된다. 이를 계기로 오아마가사키 구상에 따라 오쇼촌, 무코촌, 가와베군 다치바나촌의 아마가사키시로의 합병이 거론되기 시작함.
- 1942년 2월 11일 -  1924년에 아마가사키시가 '아마가사키시 계획구역'을 결정하고, 주변의 오다촌, 오다, 다치바나, 무코촌, 소노타촌, 소노다촌의 5개 촌과의 연계 강화, 1시 5촌에 의한 단일 도시권 정비의 필요성을 설파했다. 오조촌에서는 지난해부터 무코강 건너편 나루오촌 등과의 합병을 구상하는 반대파와 아마가사키시와의 합병을 추진하는 측의 대립이 계속되고 있었다. 전년도에 합병 추진파의 히라세 간와카가 촌장에 취임하면서 합병이 결정되었다. 한편, 반대파의 합병 구상에서는 '무코가와시'라는 새로운 도시 이름이 공표되었다. 당시 오조촌의 인구는 4만 8,200명이었다.

## 교통

### 철도
- 산요 전기 철도
  - 본선

## 참고문헌
- 織田正誠編『貴族院多額納税者名鑑』太洋堂出版部、1926年。
- 角川日本地名大辞典編纂委員会編『가도카와 일본 지명 대사전 28 兵庫県』가도카와 쇼텐、1988年。